# I taka nataka
I taka nataka (I tako dalje) dvanaesti je studijski album makedonskog rock/jazz sastava Leb i sol, koji izlazi 2008. godine, a objavljuje ga diskografska kuća Croatia Records.
Materijal je snimljen u studiju 'Hammer Production', Novom Sadu i sadrži devet skladbi. Produkciju su radili Miloš Jovanović i Aleksandar Buzadžić. Na dvije skladbe "Si zaljubiv edno mome" (na makedonskom jeziku) i "It's Warming Up" (na engleskom jeziku), vokale izvodi hrvatski rock izvođač Dado Topić, dok se na drugim kompozicijama pojavljuju uzorci raznih vokala. Autori skladbi su Bodan Arsovski i Nikola Dimuševski, a Dimuševski je također radio i orkestralne aranžmane za gudače i puhače. 
Na albumu kao gosti sudjeluju; Slobodan Trkulja (klarinet, saksofon, tamburica i kaval) i Sergej Trifunović (emotivni tekst o ljubavi u skladbi "Sakam da ti dojdam").

## Postava
Sastav Lebi i sol snimili su album u novoj postavi; Dimitar Božikov (gitara), Nikola Dimuševski (klavijature), Bodan Arsovski (bas-gitara), Srđan Dunkić - Johnny (bubnjevi) i kao gost glazbenik Dado Topić (vokal). On što ovaj album čini vrlo zanimljivim je to da na materijalu nema Vlatka na gitarama. Ono što je do ovog obilježilo sve albume Leb i sola bilo je veliko gitarsko umijeće Vlatka Stefanovskog, koji je bio prva i najača karika u sastavu. Stoga vrlo neugodnu ulogu na albumu ima gitarista Dimitar Božikov, koji je zamijenio Stefanovskog.

## Popis pjesama
1. "Leb i igri" (8:00)
  - Vokal - Milan Dimuševski
2. "Galeb" (5:47)
3. "Goodbye Pepe" (1:19)
4. "Mandarina" (5:30)
5. "Astrolab" (6:22)
  - Prateći vokali - Bodan Arsovski, Dado Topić, Kokan Dimuševski
  - Efekti na sintisajzeru, lupovi - Aleksandar Buzadžić
  - Tamburica, Kaval, alt saksofon - Slobodan Trkulja
6. "Si zaljubiv edno mome" (5:24)
  - Vokal - Dado Topić
  - Autor - Traditional
7. "Paramatma" (7:28)
  - Klarinet - Slobodan Trkulja
8. "It's Warming Up" (7:13)
  - Vokal - Svetlana Palada
  - Vokal, tekst - Dado Topić
9. "Sakam da ti dojdam" (4:46)
  - Tekst - Bodan Arsovski
  - Tamburica (bas prim), Tambura (prva) - Mile Nikolić
  - Tamburica (bas prim), Tambura (druga) - Srđan Dragović
  - Vokal - Sergej Trifunović

## Izvođači
- Dimitar Božikov - električna gitara, akustična gitara
- Bodan Arsovski - bas gitara, akustična gitara
- Nikola Dimuševski - klavijature, udaraljke
- Srđan Dunkić - bubnjevi

### Produkcija
- Producent - Miloš Jovanović, Aleksandar Buzadžić
- Aranžer - Bodan Arsovski, Nikola Dimuševski
- Programer, masters - Nikola Dimuševski
- Glazba - Bodan Arsovski (skladbe: 2, 5, 8, 9), Nikola Dimuševski (skladbe: 1, 3, 4, 7)
- Snimatelj,miks, masters - Aleksandar Buzadžić
- Dizajn omota albuma - Miroslav Čonkić

## Vanjske poveznice
- Discogs - Recenzija albuma